# Carl A. Kemme
Carl Alan Kemme, född 14 augusti 1960 i Effingham i Illinois, är en amerikansk katolsk biskop. Han tjänstgör som biskop i Wichita stift sedan 2014.
Kemme prästvigdes den 10 maj 1986 i Springfield, Illinois. År 2014 tillträdde han som den elfte biskopen i Wichita stift.